# Chinatsu
Chinatsu (jap. ちなつ, チナツ) – żeńskie imię japońskie

## Możliwa pisownia
Chinatsu można zapisać używając wielu różnych znaków kanji i może znaczyć m.in.:
- 千夏, „tysiąc, lato”[1] (występuje też inna wymowa tego imienia: Chika)
- 智夏, „mądrość, lato”

## Znane osoby
- Chinatsu Mori (千夏), japońska lekkoatletka, specjalizująca się w pchnięciu kulą
- Chinatsu Wakatsuki (千夏), japońska modelka i aktorka

## Fikcyjne postacie
- Chinatsu (千夏), bohaterka anime Miracle☆Train ~Ōedo-sen e Yōkoso~
- Chinatsu Amakawa (ちなつ), bohaterka visual novel Memories Off: Yubikiri no Kioku
- Chinatsu Nakayama (千夏), bohaterka mangi i anime Doki Doki School Hours
- Chinatsu Yoshikawa (ちなつ), bohaterka mangi i anime YuruYuri